# Литвяки (Лубенский район)
Литвяки (укр. Литвяки) — село, Лубенская городская община, Лубенский район, Полтавская область, Украина.
Код КОАТУУ — 5322883901. Население по переписи 2001 года составляло 822 человека.

## Географическое положение
Село Литвяки находится на левом берегу реки Сула, выше по течению на расстоянии в 3 км расположено село Снитин, ниже по течению примыкает село Вовчик.

## Экономика
- Молочно-товарная ферма.
- «Литвяковский», сельскохозяйственный ПК.

## Объекты социальной сферы
- Детский сад.
- Школа.
- Дом культуры.